# Xu Shen

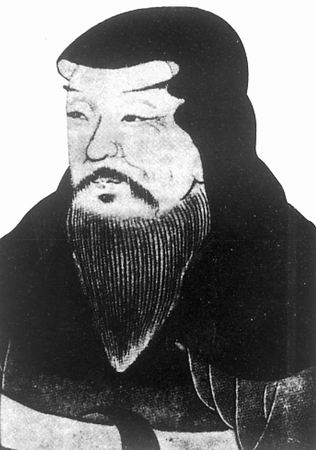
Xǔ Shèn, Idealporträt unbestimmter Zeit

Xu Shen (chinesisch 許慎 / 许慎, Pinyin Xǔ Shèn, Großjährigkeitsname 叔重,  Shūzhòng; * im 1. Jahrhundert; † nach 120) war ein chinesischer Gelehrter, der während der Han-Dynastie lebte. Er verfasste das Shuowen Jiezi (說文解字 / 说文解字), das erste Wörterbuch der chinesischen Sprache und Schrift.

## Leben
Xu Shen stammte aus der Stadt Luohe in der Provinz Henan. Er diente als Offizier in Runan. Später wechselte er in die Provinzialverwaltung, wo er zuletzt als Beamter im Kreis Pei arbeitete. Nach seinem Eintritt in den Ruhestand lebte er als Privatgelehrter und starb wahrscheinlich im Alter von über 90 Jahren.
Xu Shen war nach dem Urteil des Gelehrten Ma Rong ein ausgezeichneter Kenner der chinesischen Schrift und Literatur, besonders der konfuzianischen Klassiker. Zu den Fünf Klassikern des Konfuzianismus verfasste er einen Kommentar unter dem Titel Wujing Yiyi (五經異義 / 五经异义,  Wǔjīng Yìyì – „Verschiedene Deutungen der Fünf Klassiker“), dessen Fragmente wertvolle Einblicke in das Verständnis der Klassiker im 2. Jahrhundert bieten.
Sein bekanntestes Werk ist das Shuowen Jiezi, das erste systematische Lexikon des Chinesischen. Darin stehen 9.353 Schriftzeichen mit über 1000 Varianten verzeichnet. Die Ordnung der Zeichen nach Radikalen wandte Xu Shen als erster an. Er führte die chinesischen Schriftzeichen auf 540 Radikale zurück. Später wurde diese Zahl reduziert, bis sie im Jahr 1716 durch das Kāngxī Zìdiǎn auf 214 festgelegt wurde.
Xu Shen sah sein Lexikon als Beitrag zum Verständnis der konfuzianischen Klassiker. Obwohl er es bereits um 100 fertiggestellt hatte, wurde das Werk erst im Jahr 121 (unter Kaiser An) dem Kaiserhof vorgelegt. Da Xu Shen bereits im hohen Alter stand und nicht mehr reisen konnte, stellte sein Sohn Xu Chong das Lexikon am Hof vor.
Im Bezirk Yancheng von Luohe gibt es ein Xu Shen-Museum (漯河郾城區許慎紀念館 / 漯河郾城区许慎纪念馆,  Luòhé Yǎnchéng Qū Xǔ Shèn Jìniànguǎn).